# 天鼓雷音如来
天鼓雷音如来（てんくらいおんにょらい、梵名：ディブヤ・ドンドビ・メーガ・ニルゴーシャ、दिव्यदुन्दुभिमेघनिर्घोष、[divyadundubhimeghanirghoṣa]）は、仏教における信仰対象である如来の一尊。梵名は「天鼓が響かせる雷鳴のような音（をもつ者）」の意。

## 概要
悟りの結果、涅槃に至り、天鼓の雷鳴のような音が人の心に響くように、涅槃の境地を告げて衆生を啓発し導く如来とされる。
涅槃は、菩提に次ぐ修行のプロセスなので胎蔵曼荼羅の中央、中台八葉院の北方（画像では中央の大日如来の向かって左）に位置する。
結んだ触地印（＝降魔印）は、修行をさまたげる諸魔を退ける仏意を表す。
金剛界五佛の不空成就如来（ふくうじょうじゅにょらい）と同体とされる。
種子字はअः（aḥ）。